# Théophile Gautier
Théophile Gautier (n. 30 august 1811, Tarbes, Midi-Pyrénées, Franța – d. 23 octombrie 1872, Neuilly, Seine, Franța) a fost un scriitor francez, la început reprezentant al romantismului, popular prin romanul istoric Le Capitaine Fracasse (1863), devine unul din teoreticienii "artei pentru artă" și unul din maeștrii școlii parnassiene.

## Viața și opera
Théophile Gautier s-a născut la 30 august 1811 în Tarbes, orășel în sud-vestul Franței, familia se stabilește însă la Paris, unde Gautier frecventează școala elementară și liceul "Louis-le-Grand", împreună cu viitorul poet Gérard de Nerval, care îi va deveni prieten. La început ar fi dorit să devină pictor, ia contact totuși cu cercurile literare din jurul lui Victor Hugo și este prezent la premiera piesei acestuia, Hernani, care a declanșat în rândurile publicului legendara bătălie între partizanii și adversarii romantismului (la bataille d'Hernani). Gautier publică poezii și scurte povestiri și frecventează "boema" pariziană.
Primul său succes literar îl obține cu romanul în formă de scrisori, Mademoiselle Maupin (1835), în care prezintă istoria vieții unei tinere femei, îmbrăcată în haine bărbătești, care încearcă să-și realizeze idealul în dragoste prin experiențe homo- și heteroerotice, pentru a reveni în cele din urmă la un obișnuit stil de viață. Importantă este prefața acestui roman, în care Gautier dezvoltă teoria "artei pentru artă", conform căreia arta trebuie să fie liberă de orice convențiune morală sau angajament politic, având ca singur scop perfecțiunea estetică.
În domeniul liricii, publică volumul Émaux et camées ("Emailuri și camee", 1852), cu poezii cizelate ca formă până la perfecțiune, care stârnesc entuziasmul unei întregi generații de poeți tineri, ce vor alcătui mai târziu "Școala Parnassiană", care, după romantism, devine cea mai influentă mișcare în literatura franceză. Unul din admiratorii poeziei sale și ai stilului său de viață hedonist este Charles Beaudelaire, care îi dedică primul său volum de poezii, Les fleurs du mal.
Povestirile sale fantastice, ca La morte amoureuse (1835), Une nuit de Cléopatre (1842) și Le roman de la momie (1858), vor exercita o puternică influență asupra romanticilor germani.
În domeniul istoriei și criticii literare, Gautier este autorul volumelor Les beaux-arts en Europe ("Artele frumoase in Europa")(1855), Histoire de l'art dramatique depuis vingt-cinq ans ("Istoria artei dramatice din ultimii  douăzecișicinci de ani", în 6 volume, 1858-1859), Raport sur le progrès des lettres ("Expunere asupra progresului în literatură", 1868) și Histoire du romantisme ("Istoria romantismului", 1872).
Este și autorul libretului pentru baletul Gisèle cu muzică de Adolphe Adam (1841).
Théophile Gautier se stinge din viață pe 23 octombrie 1872 la Neuilly-sur-Seine, în apropierea Parisului.

## Scrieri

### Proză
- 1831 : La cafetière
- 1832 : Albertus, Laquelle des deux, histoire perplexe,  Nid de rossignols.
- 1833 : Les Jeunes-France
- 1835 : Mademoiselle de Maupin
- 1837 : La Chaîne d'or (nuvelă), Fortunio.
- 1838 : La Comédie de la Mort et poésies diverses, Une nuit de Cléopâtre (nuvelă)
- 1839 : Une Larme du Diable, Le Tricorne Enchanté et Pierrot Posthume,  La toison d'or.
- 1840 : Tra los montes
- 1843 : Le Voyage en Espagne
- 1845 : España,  L'Oreiller d'une jeune fille.
- 1846 :  Les Roués innocents,  Le Pavillon sur l'eau.
- 1847 :  Militona .
- 1858 : Le Roman de la momie, roman istoric
- 1859 : Honoré de Balzac (biografie)
- 1863 : Le Capitaine Fracasse (Căpitanul Fracasse), roman istoric
- 1866 : Voyage en Russie
- 1868 : Rapport sur les progrès de la poésie
- 1869 : Ménagerie intime
- 1870 : La Nature chez elle
- 1880 : Tableaux à la plume
- 1903 : Souvenirs de théâtre, d'art et de critique.

### Poezie
- 1830: Poésies
- 1833: Albertus ou L'Ame et le pêché
- 1838: La Comédie de la mort
- 1845: Espagna, în volumul "Poésies complètes"
- 1852: Émaux et camées.

### Teatru și balet
- 1839: Une larme du diable
- 1841: Gisèle ou Les Wilis
- 1843: Un voyage en Espagne
- 1845: La Péri
- 1845: Le tricorne enchanté
- 1846: La Juive de Constantine
- 1847: Regardez mais ne touchez pas
- 1850: Le Selam
- 1851: Paquerette
- 1854: Gemma
- 1858: Sacountala
- 1860: La Femme de Diomède.

### Memorialistică
- 1843: Tra los montes, devenit "Le Voyage en Espagne"
- 1852: Zigzags, devenit "Caprices et zigzags"
- 1852: Italia
- 1853: Constantinople
- 1865: Quand on voyage
- 1865: Loin de Paris
- 1867: Voyage en Russie
- 1877: L'Orient
- 1884: Les Vacances du lundi

## Vezi și
- Proză fantastică franceză, Moarta îndrăgostită, Vol. III, Editura Minerva, 1982